# Помона (богиня)

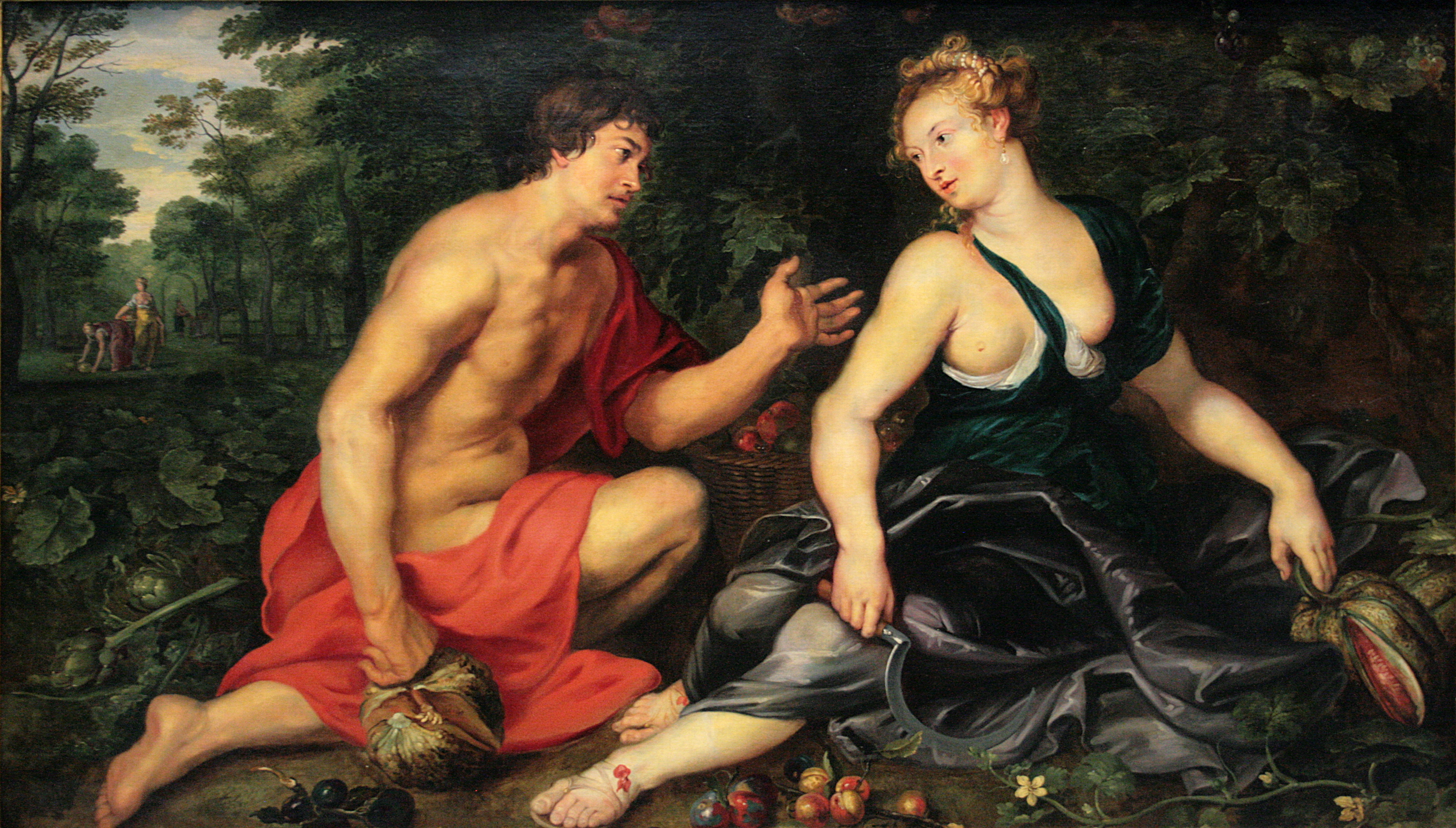
Питер Пауль Рубенс. Вертумн и Помона, 1617—1619. Частная коллекция, Мадрид (Испания)

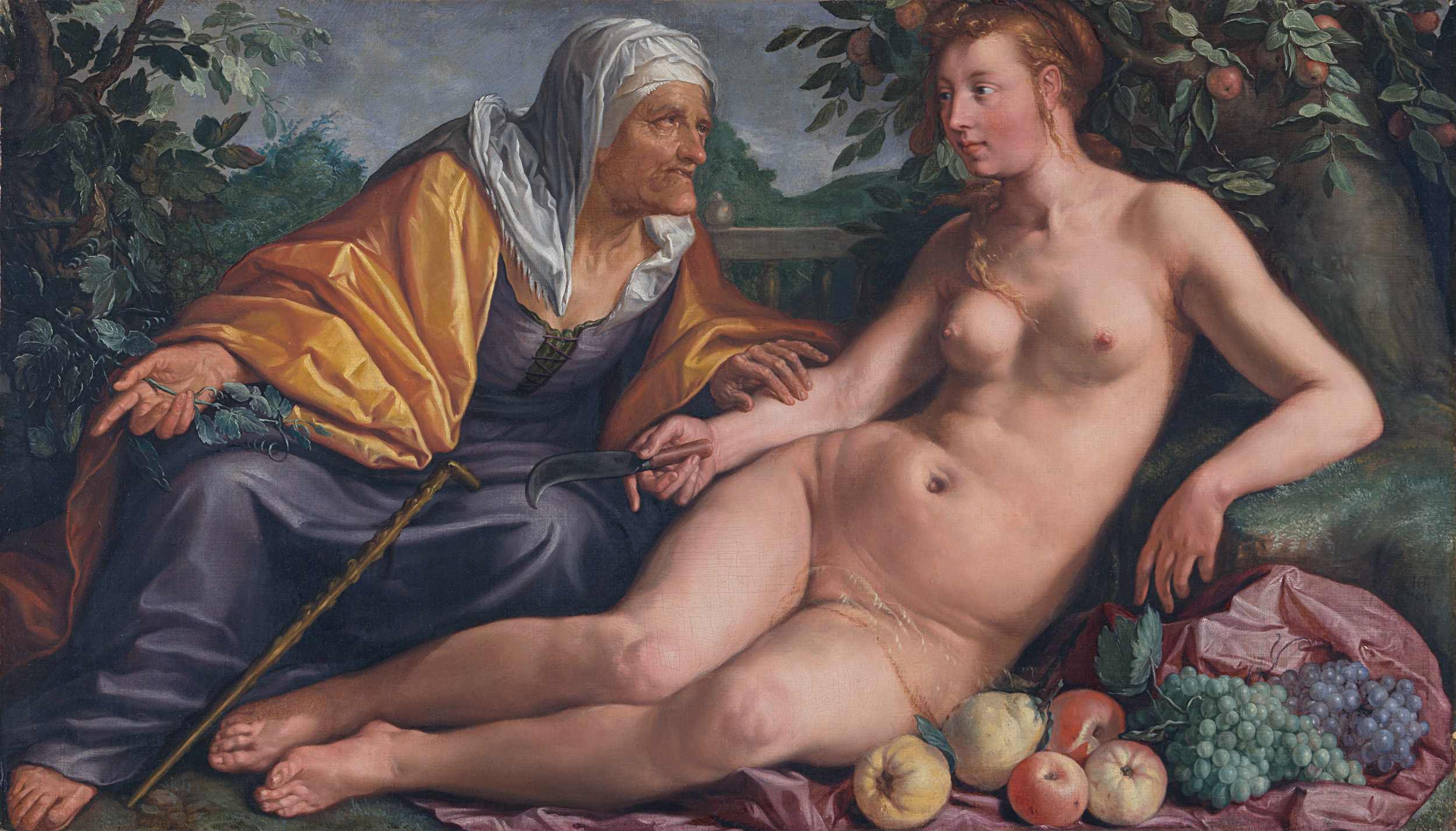
Хендрик Гольциус. Вертумн и Помона, 1613. Рейксмюсеум, Амстердам (Нидерланды)

Помо́на (лат. Pōmōna) — римская богиня древесных плодов и изобилия, супруга Вертумна. У Овидия присутствует миф о том, как Вертумн добился взаимности Помоны, которая оставалась холодна ко всем лесным ухажёрам. Вертумн прибегал сначала к разного рода превращениям, до образа старухи включительно, но смог завладеть сердцем Помоны, только явившись в своём настоящем образе — светлого, как солнце, юноши. 
Помона имела своего жреца (flamen Pomonalis), принадлежавшего к низшим ступеням жреческой иерархии.
В честь Помоны названы астероид (32) Помона, открытый в 1854 году немецким астрономом-любителем Германом Гольдшмидтом в Париже, и венец Помоны на Венере.